# Родригес, Алексис
Алексис Родригес Валера (исп. Alexis Rodríguez Valera; род. 7 июля 1978, Гавана) — кубинский и азербайджанский борец вольного стиля и греко-римского стиля, бронзовый призёр летних Олимпийских игр 2000 года в Сиднее, чемпион мира (1998) и многократный чемпион Америки. Чемпион Азербайджана 2013 года и серебряный призёр чемпионата Азербайджана 2014 года. Покинул Кубу в 2008 году, не вернувшись на родину после победы на турнире в Испании.
Старший брат борца Диснея Родригеса.